# كريبي (الكاميرون)
كريبي (بالفرنسية: Kribi )‏ هي مدينة، في الكاميرون، تقع في Océan ‏ ، وهي عاصمتها، بلغ عدد سكانها 60,000 نسمة وذلك حسب إحصائيات سنة 2006.

## المناخ
يظهر الجدول التالي التغييرات المناخية على مدار السنة لكريبي:
| البيانات المناخية لـكريبي                    | البيانات المناخية لـكريبي | البيانات المناخية لـكريبي | البيانات المناخية لـكريبي | البيانات المناخية لـكريبي | البيانات المناخية لـكريبي | البيانات المناخية لـكريبي | البيانات المناخية لـكريبي | البيانات المناخية لـكريبي | البيانات المناخية لـكريبي | البيانات المناخية لـكريبي | البيانات المناخية لـكريبي | البيانات المناخية لـكريبي | البيانات المناخية لـكريبي |
| الشهر                                        | يناير                     | فبراير                    | مارس                      | أبريل                     | مايو                      | يونيو                     | يوليو                     | أغسطس                     | سبتمبر                    | أكتوبر                    | نوفمبر                    | ديسمبر                    | المعدل السنوي             |
| -------------------------------------------- | ------------------------- | ------------------------- | ------------------------- | ------------------------- | ------------------------- | ------------------------- | ------------------------- | ------------------------- | ------------------------- | ------------------------- | ------------------------- | ------------------------- | ------------------------- |
| متوسط درجة الحرارة الكبرى °م (°ف)            | 32 (90)                   | 32 (90)                   | 32 (90)                   | 32 (90)                   | 31 (88)                   | 30 (86)                   | 29 (84)                   | 28 (82)                   | 29 (84)                   | 30 (86)                   | 31 (88)                   | 31 (88)                   | 31 (87)                   |
| متوسط درجة الحرارة الصغرى °م (°ف)            | 24 (75)                   | 25 (77)                   | 24 (75)                   | 24 (75)                   | 24 (75)                   | 23 (73)                   | 23 (73)                   | 23 (73)                   | 23 (73)                   | 24 (75)                   | 23 (73)                   | 24 (75)                   | 24 (74)                   |
| الهطول مم (إنش)                              | 68 (2.7)                  | 84 (3.3)                  | 194 (7.6)                 | 236 (9.3)                 | 296 (11.7)                | 281 (11.1)                | 240 (9.4)                 | 313 (12.3)                | 483 (19.0)                | 456 (18.0)                | 160 (6.3)                 | 59 (2.3)                  | 2٬870 (113)               |
| متوسط الأيام الممطرة                         | 9                         | 10                        | 14                        | 17                        | 20                        | 18                        | 16                        | 22                        | 27                        | 26                        | 16                        | 9                         | 204                       |
| المصدر: المنظمة العالمية للأرصاد الجوية (UN) |                           |                           |                           |                           |                           |                           |                           |                           |                           |                           |                           |                           |                           |

## أعلام
- لوران